# Enizemum
Enizemum is een geslacht van insecten uit de orde vliesvleugeligen (Hymenoptera) en de familie Ichneumonidae.

## Soorten
- E. albiscutellum Ma, Wang & Wang, 1992
- E. carmenae Gauld & Hanson, 1997
- E. congener (Tosquinet, 1896)
- E. flavimarginatum Ma, Wang & Wang, 1992
- E. formosense Uchida, 1957
- E. giganteum Uchida, 1957
- E. huronense Dasch, 1964
- E. imitatum Dasch, 1964
- E. incellum Ma, Wang & Wang, 1992
- E. insidiosum Dasch, 1964
- E. matanuskae Dasch, 1964
- E. nepalense Kusigemati, 1987
- E. nigricorne (Thomson, 1890)
- E. nigriscutellum Ma, Wang & Wang, 1992
- E. ornatum (Gravenhorst, 1829)
- E. petiolatum (Say, 1835)
- E. scorteum Dasch, 1964
- E. scutellare (Lange, 1911)
- E. schwarzi Diller, 1987
- E. stenocellum Ma, Wang & Wang, 1992
- E. striatum Ma, Wang & Wang, 1992
- E. townesae Baltazar, 1955
- E. tridentatum Dasch, 1964
- E. urumqiense Ma & Wang, 1993